# Alternancia en el poder

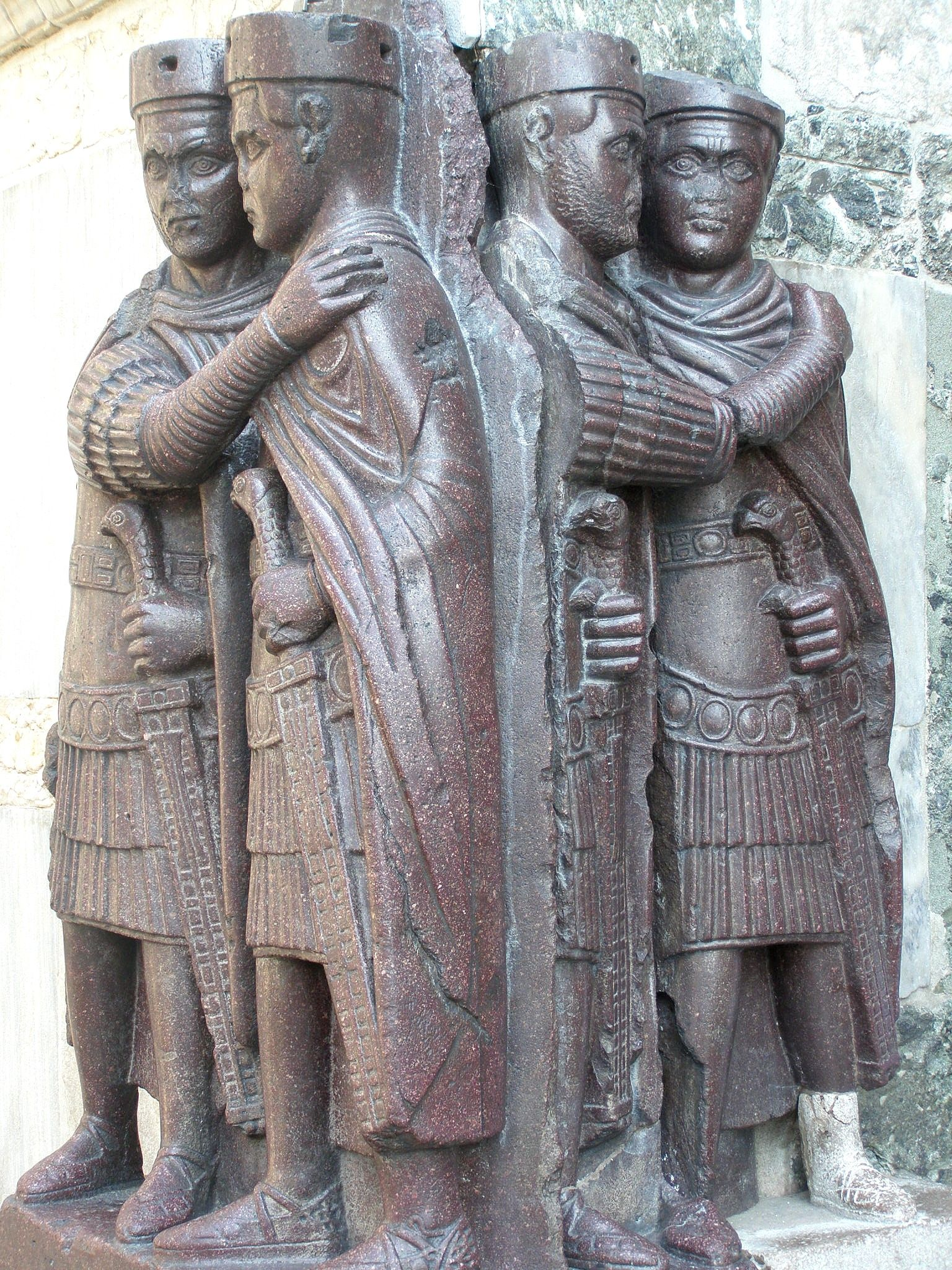
Los tetrarcas.

Alternancia en el poder es un concepto propio de las ciencias políticas que describe la posibilidad de permitir una pacífica alternancia en los líderes y partidos políticos que ejercen el poder político". Tal posibilidad es propia de la democracia representativa, que mediante elecciones libres (bien en un sistema bipartidista, bien en un sistema multipartidista; y tanto en los sistemas parlamentarios como en los sistemas presidencialistas), permite que el cambio de gobierno, siguiendo los mecanismos previstos en las leyes y la Constitución, exprese la voluntad general. Las legislaciones suelen imponer la limitación temporal de los mandatos (por ejemplo, cuatro años) y, en algunos casos, el principio de no sus enemigos) son consustanciales a la democracia tanto el cambio como la reversibilidad.
Es habitual el seguimiento de un protocolo de traspaso de poderes, con una ceremonia o ritual (investidura) que incluya la presencia del gobernante saliente y el gobernante entrante, recibiendo éste de aquel algún elemento simbólico (un bastón de mando, una banda presidencial), y realizándose algún tipo de juramento (jura presidencial) que culmine la toma de posesión.
Según la concepción tradicional, la posibilidad de alternancia política es una condición necesaria para la democracia, aunque no sea una condición suficiente: de hecho la alternancia en el poder puede efectuarse con criterios completamente ajenos a la democracia, como ocurrió en numerosas coyunturas históricas.
En la mayor parte de los casos, los principios que regulan la sucesión monárquica prevén el ejercicio vitalicio del poder (tanto en las monarquías electivas como en las hereditarias), aunque en algunos casos el mecanismo permite el acceso de un nuevo gobernante de forma pactada con el anterior, como ocurría con la práctica de sucesión imperial en el Alto Imperio Romano (mediante adopción) o de asociación al trono en las monarquías germánicas. Las revoluciones que pusieron fin al Antiguo Régimen dieron lugar a distintas prácticas de ejercicio del poder y de alternancia en él, considerándose un modelo el parlamentarismo inglés (que reservaba al rey el poder ejecutivo, quien en la práctica procuraba ponerlo en manos de un primer ministro que respondiera a la mayoría parlamentaria).
El siglo XIX en España no contó con ninguna posibilidad de la alternancia democrática en el poder: primero se impuso la reacción absolutista sobre el liberalismo gaditano (1814) y luego se estableció una prologada serie de pronunciamientos militares (entre 1820 y 1874) que suponían la alternancia violenta. La alternancia pacífica se consiguió con el turnismo de la Restauración (entre 1874 y 1923), pero con mecanismos completamente opuestos a la democracia (pucherazo). No fue hasta la Segunda República Española (1931-1936) en que se asentó el principio de alternancia, cediendo el poder el gobierno que perdía unas elecciones al nuevo gobierno elegido en ellas (hasta entonces, el mecanismo era el opuesto: todos los gobiernos, del signo que fuera, ganaban las elecciones -que convocaban y gestionaban a su conveniencia- tras llegar al poder, y no antes). En el caso de los regímenes de partido único, la alternancia en el poder se logra mediante mecanismos internos de lucha por el poder o de reparto del poder, como el que se establecía entre las familias del franquismo (1939-1975).